# 斎神社
斎神社（いつきじんじゃ）は、滋賀県湖南市にある神社。

## 由緒
社伝によれば天平の頃建立という。菩提寺という寺の護法神との所伝があるが、しかし斎宮群行の祓所の考えもある。現在の本殿は享保十三年に再建。